# James Atkinson (inventore)
James Atkinson (1846 – 1914) è stato un inventore e ingegnere britannico, inventore di diverse tipologie di motori a scoppio, tra cui il ciclo Atkinson che aveva una maggiore efficienza rispetto al ciclo Otto.

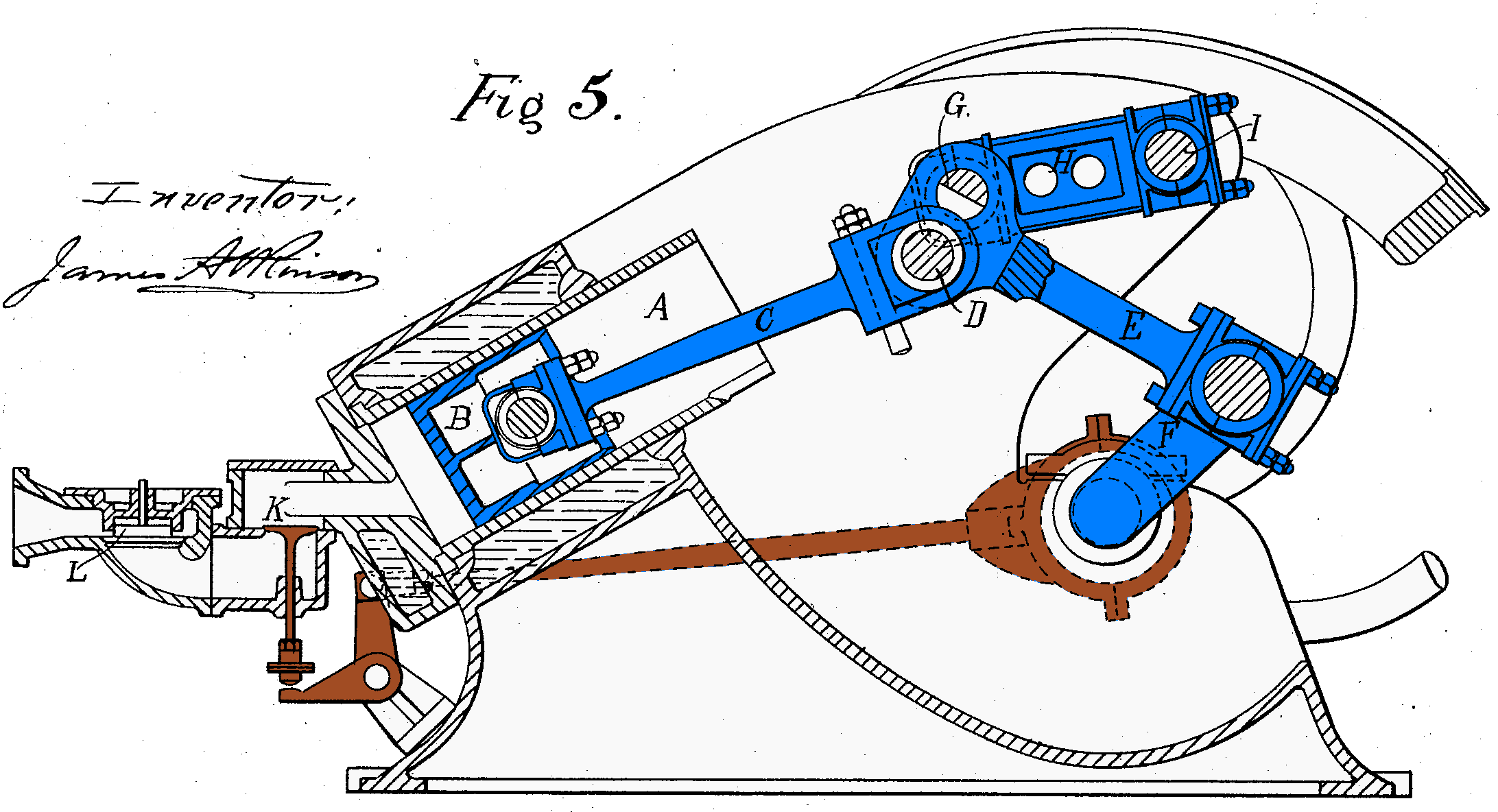
Schema di un motore a ciclo Atkinson

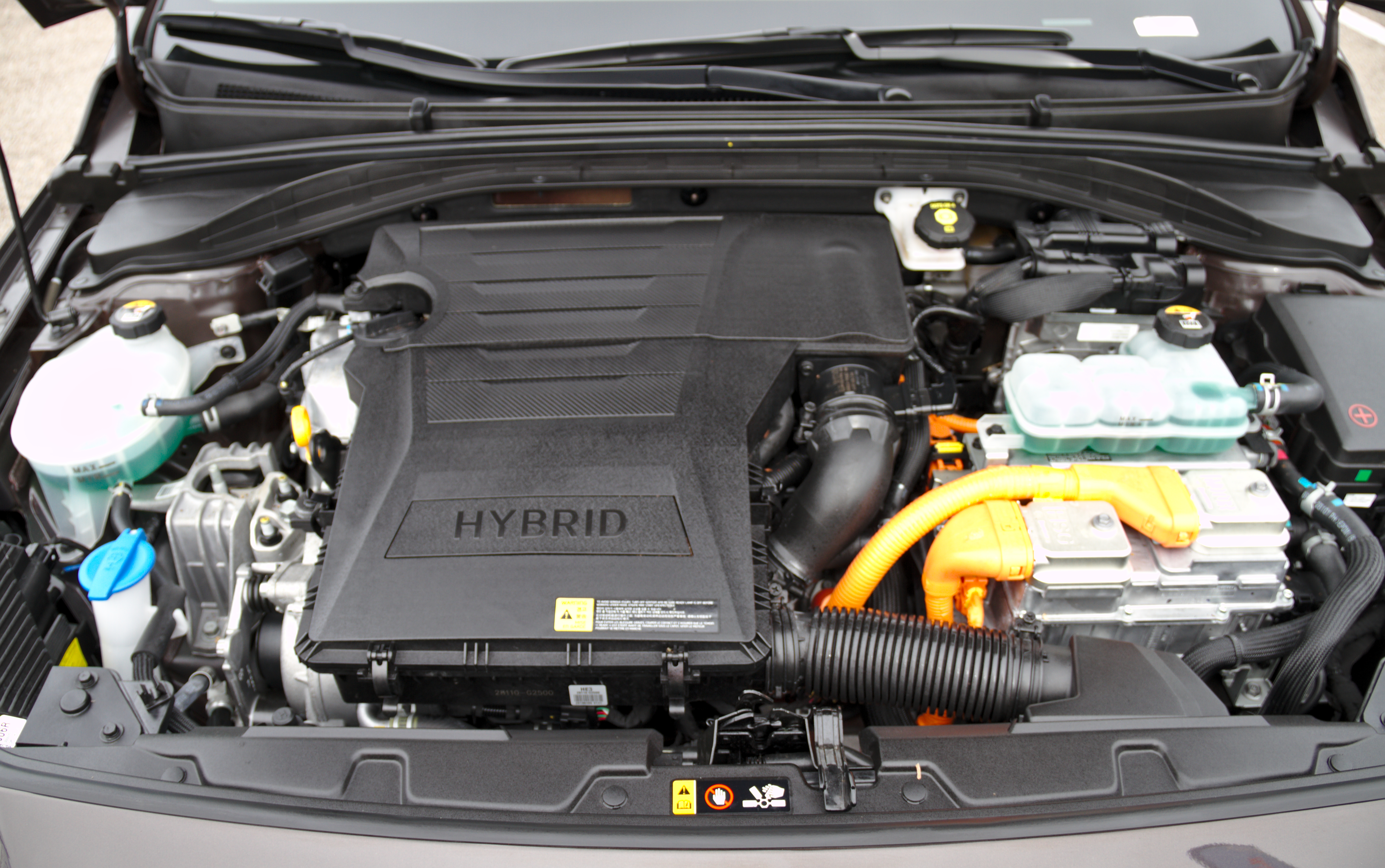
Motore a ciclo Atkinson di una Hyundai Ioniq

I motori progettati da Atkinson furono chiamati "Differential 1882", "Cycle 1887" e "Utilite 1892. Il più noto dei motori di Atkinson è il "Cycle 1887", brevettato nel 1887. Usando un motore a 4 tempi dotato di un complesso sistema applicato all'albero motore che ne riduceva la corsa durante la fase di compressione, Atkinson è stato in grado di aumentare l'efficienza del suo motore rispetto ai tradizionali motori a ciclo Otto, aumentandone il rendimento a scapito della potenza. Per la sua invenzione fu insignito nel 1889 della John Scott Medal presso il Franklin Institute.